# Ectopioglossa nigerrima
Ectopioglossa nigerrima är en stekelart som beskrevs av Giordani Soika 1990. Ectopioglossa nigerrima ingår i släktet Ectopioglossa och familjen Eumenidae. Inga underarter finns listade i Catalogue of Life.